# 춘추항공의 운항 노선
2017년 1월 기준, 춘추항공은 다음과 같은 노선을 운항중이다.

## 운항 노선

### 아시아

#### 동아시아
- 대한민국
  - 서울 - 인천국제공항
  - 제주 - 제주국제공항
- 중화인민공화국
  - 베이징시
    - 베이징 - 베이징 서우두 국제공항

  - 상하이시
    - 상하이 - 상하이 푸둥 국제공항 허브
    - 상하이 - 상하이 홍차오 국제공항 허브

  - 간쑤성
    - 란저우 - 란저우 중촨 국제공항

  - 광둥성
    - 광저우 - 광저우 바이윈 국제공항
    - 선전 - 선전 바오안 국제공항
    - 제양 - 제양 차오산 국제공항
    - 잔장 - 잔장 공항
    - 주하이 - 주하이 진완 공항

  - 광시 성
    - 구이린 - 구이린 량장 국제공항
    - 난닝 - 난닝 우수 국제공항

  - 구이저우성
    - 구이양 - 구이양 룽둥바오 국제공항
    - 쭌이 - 쭌이 신저우 공항

  - 랴오닝성
    - 다롄 - 다롄 저우수이쯔 국제공항
    - 선양 - 선양 타오셴 국제공항

  - 사천 성
    - 청두 - 청두 솽류 국제공항
    - 몐양 - 몐양 난자오 공항

  - 산둥성
    - 지난 - 지난 야오창 국제공항
    - 둥잉 시 - 둥잉 셍리 국제공항

  - 산시성
    - 시안 - 시안 셴양 국제공항

  - 윈난성
    - 쿤밍 - 쿤밍 창수이 국제공항

  - 장쑤성
    - 난징 - 난징 루커우 국제공항
    - 슈저우 - 슈저우 관인 공항
    - 화이안 - 화이안 란수이 공항

  - 저장성
    - 항저우 - 항저우 샤오산 국제공항

  - 지린성
    - 창춘 - 창춘 룽자 국제공항
    - 바이산 - 창바이산 공항

  - 충칭시
    - 충칭 - 충칭 장베이 국제공항
    - 첸장 - 첸장 우링산 공항

  - 톈진시
    - 톈진 - 톈진 빈하이 국제공항

  - 푸젠성
    - 샤먼 - 샤먼 가오치 국제공항
    - 취안저우 - 취안저우 진장 국제공항
    - 푸저우 - 푸저우 창러 국제공항

  - 하이난성
    - 싼야 - 싼야 피닉스 국제공항

  - 허베이성
    - 허페이 - 허페이 신차오 국제공항
    - 스자좡 - 스자좡 정딩 국제공항 포커스 시티
    - 탕산 - 탕산 산우허 공항

  - 헤이룽장성
    - 하얼빈 - 하얼빈 타이핑 국제공항

  - 후난성
    - 창사 - 창사 황화 국제공항
    - 청더 - 청더 타오화위안 공항
    - 화이화 - 화이화 즈장 공항

  - 내몽골
    - 후허하오터 - 후허하오터 바이타 국제공항

  - 신장 위구르 자치구
    - 우루무치 - 우루무치 디워푸 국제공항

  - 후베이성
    - 언스 - 언스 국제공항
- 마카오
  - 마카오 - 마카오 국제공항
- 홍콩
  - 홍콩 - 홍콩 첵랍콕 국제공항
- 중화민국
  - 타이베이 - 타이완 타오위안 국제공항
  - 가오슝 - 가오슝 국제공항
- 일본
  - 도쿄 - 하네다 국제공항
  - 나고야 - 주부 센토레아 국제공항
  - 오사카 - 간사이 국제공항
  - 다카마쓰 - 다카마쓰 공항
  - 사가 - 사가 공항
  - 삿포로 - 신치토세 공항
  - 이바라키 - 이바라키 공항

#### 동남아시아
- 말레이시아
  - 코타키나발루 - 코타키나발루 국제공항
  - 조호르바루 - 세나이 국제공항
- 베트남
  - 나트랑 - 깜라인 국제공항
- 싱가포르
  - 싱가포르 - 싱가포르 창이 국제공항
- 캄보디아
  - 프놈펜 - 프놈펜 국제공항
  - 씨엠립 - 씨엠립 국제공항
- 태국
  - 방콕 - 수완나품 국제공항
  - 치앙마이 - 치앙마이 국제공항
  - 푸켓 - 푸켓 국제공항
  - 수랏타니 - 수랏타니 공항
  - 끄라비 - 끄라비 공항